# Fess Parker
Fess Elisha Parker, Jr. (16. august 1924 – 18. marts 2010) var en amerikansk skuespiller, bedst kendt for at spille rollen som Davy Crockett i 1950'erne, og Daniel Boone i slutningen 1960'erne.
Fess Parker blev født i Fort Worth, Texas, og voksede op på en lille gård uden for San Angelo. Han gjorde tjeneste ved United States Navy ved slutningen af 2. verdenskrig. Under krigen forsøgte han at blive pilot, men blev afvist på grund af sin højde.
I 1950'erne spillede han rollen som Davy Crockett, i følge Fess Parker selv, var Walt Disney Company på udkig efter en skuespiller til at spille rollen som Davy Crockett, oprindeligt mente man at James Arness skulle spille titelrollen.
Han blev gift med Marcella Belle Rinehart den 18. januar 1960, og fik to børn. Den 18. marts 2010, døde Fess Parker af naturlige årsager, ifølge en talsmand i sit hjem i Californien. Hans død skete på hans kones 84-års fødselsdag.

## Fess Parker Vin
Efter sin skuespilkarriere brugte Parker det meste sin tid på at drive sin vinvirksomhed, Fess Parker Winery and Vineyards i Los Olivos i Californien. Vingården ejes og drives af Parkers familie og har produceret flere forskellige typer prisbelønnede vine. Parkers søn, Eli, er firmaets præsident og direktør for vinfremstilling og vingårdsdrift, mens dattere, Ashley, er vicepræsident med ansvar for Salg og Marketing.
Parkervirksomeheeen omfatter omkring 610 ha vinmarker og et smagerum samt et besøgscenter. Ud over vin er vingården kendt for at sælge vaskebjørnshuerog flaskepropper inspireret af Parkers Crockett og Boone figurer.
Som erindring om hans fimkarriere Parkers vinetiketter et logo af en vaskebjørnshue. Vingården medvirkede i filmen Sideways, men under et andet navn.